# سيمون دونلي
سيمون دونلي (بالإنجليزية: Simon Donnelly)‏ مواليد 1 ديسمبر 1974 في غلاسكو، هو لاعب كرة قدم إسكتلندي. يلعب كلاعب وسط. مثّل منتخب اسكتلندا لكرة القدم. سبق له أن لعب في كأس العالم لكرة القدم 1998 مع منتخب بلاده.

## المسيرة الاحترافية

### أندية لعب لها
- نادي سلتيك
- شيفيلد وينزداي
- سانت جونستون
- دونفرملين أثلتيك

## روابط خارجية
- سيمون دونلي على موقع الاتحاد الدولي (مؤرشف)  (الإنجليزية)
- سيمون دونلي على موقع قاعدة بيانات كرة القدم.إي يو (الإنجليزية)
- سيمون دونلي على موقع ناشيونال فوتبول تيمز (الإنجليزية)
- سيمون دونلي على موقع Soccerbase.com (لاعب) (الإنجليزية)
- سيمون دونلي على موقع Soccerway.com (الإنجليزية)
- سيمون دونلي على موقع عالم كرة القدم.نت (الإنجليزية)